# Стручна и техничка школа Дервента
Јавна установа Стручна и техничка школа се налази у Дервенти. Једна је од двије средњошколске установе у граду. Друга је СШЦ „Михајло Пупин“ Дервента.

## Историја
Прва средња школа која је основана на подручју Дервенте је била гимназија која је основана 1912. године, а 1914. отворена је и Учитељска школа, а која се тада називала Репарандија. 1929. године отвара се Државна гранска мјешовита школа, а након тога Пољопривредна и Шегртска школа.
Од краја Другог свјетског па све до избијања Грађанског рата у БИХ 1992. године, средњошколски центар је био подијељен у четири ООУР-а. Број ученика је достизао и до 4000. Већ у првој години рата 1992. године, Средњошколски центар је претрпио разарања. 16.11.1992. са радом почиње Стручна школа за радничка занимања, а која данас носи назив Стручна и техничка школа. Ученици су се тада школовали у 3 струке и 8 занимања трећег и четвртог степена. У школској 2014/15. години, наставу у овој васпитно-образовној установи похађа  541 ученик у 21. одјељењу.

## Смјерови
- економија, право и трговина ( економски техничар, пословно-правни техничар и трговачки техничар)
- пољопривреда и прерада хране (пољопривредни  и ветеринарски техничар)
- угоститељство и туризам  ( туристички техничар, конобар и кувар)
- машинство и обрада метала (бравар, обрађивач метала резањем,Техничар за ЦНЦ технологије)